# Saison 1939-1940 de la LNH
Saison précédente Saison suivante
La saison 1939-1940 est la 23e saison régulière la Ligue nationale de hockey. Parmi les sept équipes engagées dans la course pour la Coupe Stanley, les Bruins de Boston ont fait la meilleure impression en terminant premier de la division.

## Saison régulière
La saison a très mal débuté pour les fans des Canadiens de Montréal qui ont perdu leur entraîneur Babe Siebert, noyé durant l'été avec sa fille. Pit Lepine est appelé pour le remplacer mais les Canadiens finiront tout de même dernier de la division. Un math des étoiles est joué à la mémoire de Siebert.
Les Americans de New York empêtrés dans les soucis financiers sont contraints de vendre leur ailier gauche vedette Sweeney Schriner aux Maple Leafs de Toronto en l'échange de 3 autres joueurs. Plus tard au cours de la saison, c'est au tour de Eddie Shore de partir à Boston en l'échange d'un joueur et de l'argent - 5 000 $. Leur sixième place au classement leur permet néanmoins de jouer les séries éliminatoires.
La première place de Boston a été obtenue grâce à sa ligne d'attaque très performante la « Kraut Line » : Milt Schmidt, Woody Dumart, et Bobby Bauer qui finissent sur les 3 premières marches du podium des meilleurs pointeurs de la Ligue.

### Classement final
Les six premières équipes sont qualifiées pour les séries éliminatoires.
| Clt   | Équipe                 | PJ | V  | D  | N  | BP  | BC  | Pts |
| ----- | ---------------------- | -- | -- | -- | -- | --- | --- | --- |
| +001, | Bruins de Boston       | 48 | 31 | 12 | 5  | 170 | 98  | 67  |
| +002, | Rangers de New York    | 48 | 27 | 11 | 10 | 136 | 77  | 64  |
| +003, | Maple Leafs de Toronto | 48 | 25 | 17 | 6  | 134 | 110 | 56  |
| +004, | Black Hawks de Chicago | 48 | 23 | 19 | 6  | 112 | 120 | 52  |
| +005, | Red Wings de Détroit   | 48 | 16 | 26 | 6  | 90  | 126 | 38  |
| +006, | Americans de New York  | 48 | 15 | 29 | 4  | 106 | 140 | 34  |
| +007, | Canadiens de Montréal  | 48 | 10 | 33 | 5  | 90  | 167 | 25  |

- Champion de la saison régulière et qualifié directement pour les demi-finales des séries
- Qualifié directement pour les demi-finales des séries
- Qualifié pour les quarts de finale des séries

### Meilleurs pointeurs
| Joueur           | Équipe         | PJ | B  | A  | Pts |
| ---------------- | -------------- | -- | -- | -- | --- |
| Milt Schmidt     | Boston         | 48 | 22 | 30 | 52  |
| Woody Dumart     | Boston         | 48 | 22 | 21 | 43  |
| Bobby Bauer      | Boston         | 48 | 17 | 26 | 43  |
| Bill Cowley      | Boston         | 48 | 13 | 27 | 40  |
| Gordie Drillon   | Toronto        | 43 | 21 | 19 | 40  |
| Bryan Hextall    | R. de New York | 48 | 24 | 15 | 39  |
| Neil Colville    | R. de New York | 48 | 19 | 19 | 38  |
| Syd Howe         | Détroit        | 48 | 14 | 23 | 37  |
| Murray Armstrong | A. de New York | 48 | 16 | 20 | 36  |
| Hector Blake     | Montréal       | 48 | 17 | 19 | 36  |

## Séries éliminatoires de la Coupe Stanley

### Arbre de qualification
|  | Quarts de finale       | Quarts de finale       | Quarts de finale       | Quarts de finale       |                        |                        | Demi-finales                  | Demi-finales                  | Demi-finales                  | Demi-finales                  |  |  | Finale                     | Finale                     | Finale                     | Finale                     |
|  |                        |                        |                        |                        |                        |                        |                               |                               |                               |                               |  |  |                            |                            |                            |                            |
|  |                        |                        |                        |                        |                        |                        | 19, 21, 24, 26, 28 et 30 mars | 19, 21, 24, 26, 28 et 30 mars | 19, 21, 24, 26, 28 et 30 mars | 19, 21, 24, 26, 28 et 30 mars |  |  | 2, 3, 6, 9, 11 et 13 avril | 2, 3, 6, 9, 11 et 13 avril | 2, 3, 6, 9, 11 et 13 avril | 2, 3, 6, 9, 11 et 13 avril |
|  |                        |                        |                        |                        |                        |                        | 19, 21, 24, 26, 28 et 30 mars | 19, 21, 24, 26, 28 et 30 mars | 19, 21, 24, 26, 28 et 30 mars | 19, 21, 24, 26, 28 et 30 mars |  |  | 2, 3, 6, 9, 11 et 13 avril | 2, 3, 6, 9, 11 et 13 avril | 2, 3, 6, 9, 11 et 13 avril | 2, 3, 6, 9, 11 et 13 avril |
|  |                        |                        |                        |                        |                        |                        | 19, 21, 24, 26, 28 et 30 mars | 19, 21, 24, 26, 28 et 30 mars | 19, 21, 24, 26, 28 et 30 mars | 19, 21, 24, 26, 28 et 30 mars |  |  | 2, 3, 6, 9, 11 et 13 avril | 2, 3, 6, 9, 11 et 13 avril | 2, 3, 6, 9, 11 et 13 avril | 2, 3, 6, 9, 11 et 13 avril |
|  |                        |                        |                        |                        |                        |                        | 19, 21, 24, 26, 28 et 30 mars | 19, 21, 24, 26, 28 et 30 mars | 19, 21, 24, 26, 28 et 30 mars | 19, 21, 24, 26, 28 et 30 mars |  |  | 2, 3, 6, 9, 11 et 13 avril | 2, 3, 6, 9, 11 et 13 avril | 2, 3, 6, 9, 11 et 13 avril | 2, 3, 6, 9, 11 et 13 avril |
|  |                        |                        |                        |                        |                        |                        | 19, 21, 24, 26, 28 et 30 mars | 19, 21, 24, 26, 28 et 30 mars | 19, 21, 24, 26, 28 et 30 mars | 19, 21, 24, 26, 28 et 30 mars |  |  | 2, 3, 6, 9, 11 et 13 avril | 2, 3, 6, 9, 11 et 13 avril | 2, 3, 6, 9, 11 et 13 avril | 2, 3, 6, 9, 11 et 13 avril |
|  | Bruins de Boston       | Bruins de Boston       | 2                      | 2                      |                        |                        |                               |                               |                               |                               |  |  | 2, 3, 6, 9, 11 et 13 avril | 2, 3, 6, 9, 11 et 13 avril | 2, 3, 6, 9, 11 et 13 avril | 2, 3, 6, 9, 11 et 13 avril |
|  | Bruins de Boston       | Bruins de Boston       | 2                      | 2                      |                        |                        |                               |                               |                               |                               |  |  | 2, 3, 6, 9, 11 et 13 avril | 2, 3, 6, 9, 11 et 13 avril | 2, 3, 6, 9, 11 et 13 avril | 2, 3, 6, 9, 11 et 13 avril |
|  |                        |                        | Rangers de New York    | Rangers de New York    | 4                      | 4                      |                               |                               |                               |                               |  |  | 2, 3, 6, 9, 11 et 13 avril | 2, 3, 6, 9, 11 et 13 avril | 2, 3, 6, 9, 11 et 13 avril | 2, 3, 6, 9, 11 et 13 avril |
|  |                        |                        |                        |                        | 4                      | 4                      |                               |                               |                               |                               |  |  | 2, 3, 6, 9, 11 et 13 avril | 2, 3, 6, 9, 11 et 13 avril | 2, 3, 6, 9, 11 et 13 avril | 2, 3, 6, 9, 11 et 13 avril |
|  |                        | 26 et 28 mars          |                        |                        |                        |                        |                               |                               |                               |                               |  |  | 2, 3, 6, 9, 11 et 13 avril | 2, 3, 6, 9, 11 et 13 avril | 2, 3, 6, 9, 11 et 13 avril | 2, 3, 6, 9, 11 et 13 avril |
|  |                        |                        |                        |                        |                        |                        |                               |                               |                               |                               |  |  | 2, 3, 6, 9, 11 et 13 avril | 2, 3, 6, 9, 11 et 13 avril | 2, 3, 6, 9, 11 et 13 avril | 2, 3, 6, 9, 11 et 13 avril |
|  | Rangers de New York    | Rangers de New York    | 4                      | 4                      |                        |                        |                               |                               |                               |                               |  |  |                            |                            |                            |                            |
|  | Rangers de New York    | Rangers de New York    | 4                      | 4                      | 19 et 21 mars          |                        |                               |                               |                               |                               |  |  |                            |                            |                            |                            |
|  |                        |                        | Maple Leafs de Toronto | Maple Leafs de Toronto | 2                      | 2                      |                               |                               |                               |                               |  |  |                            |                            |                            |                            |
|  | Maple Leafs de Toronto | Maple Leafs de Toronto | Maple Leafs de Toronto | Maple Leafs de Toronto | 2                      | 2                      | 2                             | 2                             |                               |                               |  |  |                            |                            |                            |                            |
|  | Maple Leafs de Toronto | Maple Leafs de Toronto |                        |                        |                        |                        |                               |                               |                               |                               |  |  |                            |                            |                            |                            |
|  | Black Hawks de Chicago | Black Hawks de Chicago | 0                      | 0                      |                        |                        |                               |                               |                               |                               |  |  |                            |                            |                            |                            |
|  | Black Hawks de Chicago | Black Hawks de Chicago | 0                      | 0                      | Maple Leafs de Toronto | Maple Leafs de Toronto | 2                             | 2                             |                               |                               |  |  |                            |                            |                            |                            |
|  | 19, 22 et 24 mars      |                        |                        |                        | Maple Leafs de Toronto | Maple Leafs de Toronto | 2                             | 2                             |                               |                               |  |  |                            |                            |                            |                            |
|  |                        |                        | Red Wings de Détroit   | Red Wings de Détroit   | 0                      | 0                      |                               |                               |                               |                               |  |  |                            |                            |                            |                            |
|  | Red Wings de Détroit   | Red Wings de Détroit   | Red Wings de Détroit   | Red Wings de Détroit   | 0                      | 0                      | 2                             | 2                             |                               |                               |  |  |                            |                            |                            |                            |
|  | Red Wings de Détroit   | Red Wings de Détroit   |                        |                        |                        |                        |                               | 2                             |                               |                               |  |  |                            |                            |                            |                            |
|  | Americans de New York  | Americans de New York  | 1                      | 1                      |                        |                        |                               |                               |                               |                               |  |  |                            |                            |                            |                            |
|  | Americans de New York  | Americans de New York  | 1                      | 1                      |                        |                        |                               |                               |                               |                               |  |  |                            |                            |                            |                            |
|  |                        |                        |                        |                        |                        |                        |                               |                               |                               |                               |  |  |                            |                            |                            |                            |

### Finale de la Coupe Stanley
| 2 avril | New York | 2-1 (pr) (1-1, 0-0, 0-0, 1-0) | Toronto | Madison Square Garden 12 437 spectateurs |

| Feuille de match | Feuille de match                                               | Feuille de match | Feuille de match              | Feuille de match                  |
| ---------------- | -------------------------------------------------------------- | ---------------- | ----------------------------- | --------------------------------- |
|                  | Coulter (Colville) — 9 min 9 s Pike (L. Patrick) — 75 min 30 s | 1-0 1-1 2-1      | Heron (Schriner) — 11 min 1 s | Arbitrage : Bill Stewart Ag Smith |
| Kerr             | Gardiens                                                       | Broda            |                               | Arbitrage : Bill Stewart Ag Smith |
|                  |                                                                |                  |                               | Arbitrage : Bill Stewart Ag Smith |
|                  |                                                                |                  |                               | Arbitrage : Bill Stewart Ag Smith |

| 3 avril | New York | 6-2 (1-2, 2-0, 3-0) | Toronto | Madison Square Garden 13 000 spectateurs |

| Feuille de match | Feuille de match | Feuille de match                | Feuille de match                                                            | Feuille de match                       |
| ---------------- | --- | ------------------------------- | --------------------------------------------------------------------------- | -------------------------------------- |
|                  | Hextall (Hiller, Watson) — 15 min 14 s Pratt (N. Colville) — 23 min 57 s Hextall (Heller) — 39 min 48 s Hextall (Watson) — 46 min 26 s Hiller (Watson, Hextall) — 52 min 21 s L. Patrick (Pratt, Heller) — 53 min 9 s | 0-1 0-2 1-2 2-2 3-2 4-2 5-2 6-2 | Taylor (Schriner, Horner) — 5 min 1 s Goldup (Langelle, Marker) — 6 min 1 s | Arbitrage : King Clancy Rabbit McVeigh |
| Kerr             | Gardiens | Broda                           |                                                                             | Arbitrage : King Clancy Rabbit McVeigh |
|                  | |                                 |                                                                             | Arbitrage : King Clancy Rabbit McVeigh |
|                  | |                                 |                                                                             | Arbitrage : King Clancy Rabbit McVeigh |

| 6 avril | Toronto | 2-1 (0-1, 0-0, 2-0) | New York | Maple Leaf Gardens 15 309 spectateurs |

| Feuille de match | Feuille de match                                                 | Feuille de match | Feuille de match              | Feuille de match                          |
| ---------------- | ---------------------------------------------------------------- | ---------------- | ----------------------------- | ----------------------------------------- |
|                  | Drillon (Apps, Horner) — 50 min 32 s Goldup (Metz) — 53 min 40 s | 0-1 1-1 2-1      | Watson (Heller) — 18 min 19 s | Arbitrage : Bill Stewart Donnie MacFadyen |
| Broda            | Gardiens                                                         | Kerr             |                               | Arbitrage : Bill Stewart Donnie MacFadyen |
|                  |                                                                  |                  |                               | Arbitrage : Bill Stewart Donnie MacFadyen |
|                  |                                                                  |                  |                               | Arbitrage : Bill Stewart Donnie MacFadyen |

| 9 avril | Toronto | 3-0 (1-0, 0-0, 2-0) | New York | Maple Leaf Gardens 13 966 spectateurs |

| Feuille de match | Feuille de match                                                                                     | Feuille de match | Feuille de match | Feuille de match                    |
| ---------------- | --- | ---------------- | ---------------- | ----------------------------------- |
|                  | Marker (Goldup, Langelle) — 19 min 20 s Stanowski (Church) — 56 min 3 s Drillon (Apps) — 59 min 26 s | 1-0 2-0 3-0      |                  | Arbitrage : Mickey Ion Clarence Day |
| Broda            | Gardiens                                                                                             | Kerr             |                  | Arbitrage : Mickey Ion Clarence Day |
|                  | |                  |                  | Arbitrage : Mickey Ion Clarence Day |
|                  | |                  |                  | Arbitrage : Mickey Ion Clarence Day |

| 11 avril | Toronto | 1-2 (2 pr) (0-1, 1-0, 0-0, 0-0, 0-1) | New York | Maple Leaf Gardens 13 694 spectateurs |

| Feuille de match | Feuille de match   | Feuille de match | Feuille de match                                                                         | Feuille de match                       |
| ---------------- | ------------------ | ---------------- | ---------------------------------------------------------------------------------------- | -------------------------------------- |
|                  | Apps — 36 min 55 s | 0-1 1-1 1-2      | N. Colville (M. Colville, Shibicky) — 12 min 21 s M. Patrick (N. Colville) — 91 min 43 s | Arbitrage : King Clancy Rabbit McVeigh |
| Broda            | Gardiens           | Kerr             |                                                                                          | Arbitrage : King Clancy Rabbit McVeigh |
|                  |                    |                  |                                                                                          | Arbitrage : King Clancy Rabbit McVeigh |
|                  |                    |                  |                                                                                          | Arbitrage : King Clancy Rabbit McVeigh |

| 13 avril | Toronto | 2-3 (pr) (1-0, 1-0, 0-2, 0-1) | New York | Maple Leaf Gardens 14 894 spectateurs |

| Feuille de match | Feuille de match                                           | Feuille de match    | Feuille de match                                                                                    | Feuille de match                    |
| ---------------- | ---------------------------------------------------------- | ------------------- | --------------------------------------------------------------------------------------------------- | ----------------------------------- |
|                  | Apps (Davidson) — 6 min 52 s Metz (Schriner) — 24 min 50 s | 1-0 2-0 2-1 2-2 2-3 | N. Colville (Shibicky) — 48 min 8 s Pike (Smith) — 50 min 1 s Hextall (Watson, Hiller) — 62 min 7 s | Arbitrage : Bill Stewart Mickey Ion |
| Broda            | Gardiens                                                   | Kerr                | | Arbitrage : Bill Stewart Mickey Ion |
|                  |                                                            |                     | | Arbitrage : Bill Stewart Mickey Ion |
|                  |                                                            |                     | | Arbitrage : Bill Stewart Mickey Ion |

La finale entre les Rangers et les Maple Leafs est indécise, trois matchs devant aller en prolongation. Les deux premiers matchs se jouant à New York, la série aurait dû s'y finir mais en raison de la présence d'un cirque au Madison Square Garden, les derniers matchs ont lieu à Toronto. Devant 14 894 spectateurs, New York gagne la série et la Coupe Stanley grâce à un but de Bryan Hextall après 2 min 7 s de jeu dans la prolongation. C'est la 3e victoire des Rangers en 14 saisons dans la Ligue nationale de hockey.

### Meilleurs pointeurs des séries
| Joueur        | Équipe              | PJ | B | A | Pts |
| ------------- | ------------------- | -- | - | - | --- |
| Phil Watson   | Rangers de New York | 12 | 3 | 6 | 9   |
| Neil Colville | Rangers de New York | 12 | 2 | 7 | 9   |

## Honneurs remis aux joueurs et équipes
| Trophée           | Joueur           | Équipe               |
| ----------------- | ---------------- | -------------------- |
| Trophée Calder    | Kilby MacDonald  | Rangers de New York  |
| Trophée Hart      | Ebbie Goodfellow | Red Wings de Détroit |
| Trophée Lady Byng | Bobby Bauer      | Bruins de Boston     |
| Trophée Vézina    | David Kerr       | Rangers de New York  |

| Trophée                  | Équipe                 |
| ------------------------ | ---------------------- |
| Trophée Prince de Galles | Bruins de Boston       |
| Trophée O'Brien          | Maple Leafs de Toronto |
| Coupe Stanley            | Rangers de New York    |

### Équipes d'étoiles
| Position       | Première équipe  | Première équipe       | Deuxième équipe | Deuxième équipe        |
| Position       | Joueur           | Équipe                | Joueur          | Équipe                 |
| -------------- | ---------------- | --------------------- | --------------- | ---------------------- |
| Gardien de but | Dave Kerr        | Rangers de New York   | Frank Brimsek   | Bruins de Boston       |
| Défenseur      | Dit Clapper      | Bruins de Boston      | Art Coulter     | Rangers de New York    |
| Défenseur      | Ebbie Goodfellow | Red Wings de Détroit  | Earl Seibert    | Black Hawks de Chicago |
| Ailier gauche  | Toe Blake        | Canadiens de Montréal | Woody Dumart    | Bruins de Boston       |
| Centre         | Milt Schmidt     | Bruins de Boston      | Neil Colville   | Rangers de New York    |
| Ailier droit   | Bryan Hextall    | Rangers de New York   | Bobby Bauer     | Bruins de Boston       |